# فیصل احمد فهیم
فیصل احمد فهیم (بنگالی: মোহাম্মদ ফয়সাল আহমেদ ফাহিম؛ زادهٔ ۲۴ فوریهٔ ۲۰۰۲) بازیکن فوتبال اهل بنگلادش است.
وی همچنین در تیم‌های ملی فوتبال زیر ۲۳ سال بنگلادش، و بنگلادش بازی کرده است.